# Sakihito Ozawa
Pour les articles homonymes, voir Ozawa.
Sakihito Ozawa (小沢 鋭仁, Ozawa Sakihito), né à Kōfu dans la préfecture de Yamanashi le 31 mai 1954, est un homme politique japonais, membre du Parti de la restauration. Il est élu depuis 1993 à la Chambre des représentants, la chambre basse de la Diète du Japon, alternativement au vote unique non transférable pour l'ensemble de sa préfecture natale de 1993 à 1996, puis à la proportionnelle dans le bloc législatif du Sud Kantō de 1996 à 2000 et depuis 2012 ainsi qu'au scrutin majoritaire pour le 1er district de la préfecture de Yamanashi de 2000 à 2012. Un des principaux fidèles de Yukio Hatoyama, il est ministre de l'Environnement dans les 93e et 94e Cabinets du Japon dirigés successivement par Hatoyama puis Naoto Kan, du 16 septembre 2009 au 17 septembre 2010. Après son retrait du gouvernement, il a pris la présidence de la Commission de l'Environnement de la Chambre des représentants du 1er octobre 2010 au 1er octobre 2011, poste qu'il avait déjà occupé de 2004 à 2005. 

## Formation et carrière professionnelle
Sakihito Ozawa passe toute son enfance et sa scolarité dans sa ville natale de Kōfu. Il sort du lycée préfectoral de Kōfu-Sud en mars 1973 et entre à la faculté de droit de l'Université de Tokyo le mois suivant. Il en est diplômé en mars 1978, puis parfait sa formation, entre 1978 et 1981, au sein de l'école supérieure de l'université de Saitama. Il y intègre le laboratoire de recherche en sciences économiques et politiques des professeurs Yukio Noguchi (économiste opposé au modèle économique et industriel développé par le Japon depuis la Seconde Guerre mondiale, qu'il considère trop dirigiste et trop bureaucratique) et Eisuke Sakakibara (haut fonctionnaire et industriel au contraire partisan de l'« État construction » et de la politique économique menée par le Parti libéral-démocrate à partir de 1955). Ozawa obtient sa maîtrise en sciences politiques (政治学修士, Seiji-gaku Shūshi) en mars 1981. 
Il est employé de 1981 à 1983 à la Bank of Tokyo, au sein de la section des changes internationaux. En 1983, il est recruté par Takujirō Hamada, député de l'ancien 1er district de Saitama, pour servir de secrétaire au « Forum pour une société libérale » (自由社会フォーラム, Jiyū Shakai fōramu), un groupe de réflexion politique réformateur interne au Parti libéral-démocrate (grand parti de droite conservatrice au pouvoir depuis sa formation en 1955), chargé tout particulièrement des questions de politique économique.   

## Carrière politique

### Premiers pas à la Diète et valse des partis

#### Première élection à la Diète
En 1992, il participe à la formation du Nouveau parti du Japon (NPJ), petit mouvement créé à l'initiative de l'ancien gouverneur de la préfecture de Kumamoto Morihiro Hosokawa. Cette formation réunit essentiellement des personnalités relativement jeunes exerçant des mandats locaux (dont beaucoup de dissidents du PLD, Hosokawa en tête) ou issues de la société civile, partageant des idées libérales, réformatrices et en faveur d'une plus grande transparence et de moins de bureaucratie dans le jeu politique.
Il est élu pour la première fois député à la Chambre des représentants lors des élections législatives du 18 juillet 1993. Il se présente au vote unique non transférable pour l'un des cinq sièges à pourvoir dans l'ancien district électoral correspondant à sa préfecture natale. Il fait campagne sur le thème de la lutte contre la corruption, la circonscription étant notamment le fief de Shin Kanemaru, un poids lourd du PLD arrêté le 13 mars 1993 pour évasion fiscale concernant des dons illégaux qu'il a reçu d'entreprises du BTP. Il dispose de moyens largement inférieurs à ceux de ses adversaires libéraux-démocrates, et souffre, contrairement à eux, d'un déficit de notoriété. De plus, Kanemaru reste populaire dans la préfecture ce qui l'empêche de l'attaquer très violemment, déclarant à ce sujet : « C'est la question la plus épineuse. Il faut que je sois très prudent. J'ai toujours dit que Kanemaru avait été merveilleux pour la population ici, mais en même temps j'essaye de leur dire que rompre avec la politique de l'argent est le principal défi de cette élection ». 
Malgré cela, il obtient le troisième meilleur score, avec 71 038 voix et 14,35 % des suffrages exprimés. Après ce scrutin, il devient président du Comité politique (chargé de l'élaboration du programme politique, numéro quatre du parti) du NPJ. Celui-ci intègre dans le même temps une coalition de huit partis opposés à la fois au PLD et au Parti communiste japonais (PCJ), à savoir, outre le NPJ, quatre partis de centre-gauche sociaux-démocrates ou sociaux-libéraux (le Parti socialiste japonais PSJ, le Parti démocrate socialiste PDS, la Fédération sociale-démocrate FSD et le Parti des réformes démocratiques PRD lié à la confédération syndicale Rengō), un mouvement centriste d'inspiration bouddhiste (le Kōmeitō) et deux partis tout juste formés par des dissidents réformateurs et libéraux du PLD (le Shinshintō de Tsutomu Hata et Ichirō Ozawa, et le Nouveau Parti pionnier dit aussi Nouveau parti Sakigake NPS, le second étant plus progressiste que le premier sur les questions sociales). Le président du NPJ, Morihiro Hosokawa, devient Premier ministre.

#### Du NPJ au NPS puis au PDJ
Il défend activement le rapprochement, voire la fusion, entre le NPJ et le Nouveau Parti pionnier, ces deux formations ayant présenté des candidats communs dans pratiquement toutes les circonscriptions lors des législatives, formant un groupe commun à la Chambre des représentants et étant relativement proches sur le plan idéologique (notamment sur le plan de la lutte contre la corruption et la volonté de changer la manière de faire de la politique en la rendant plus transparente et moins dépendante de la haute administration d'État). Mais les difficultés du gouvernement Hosokawa se multiplient, du fait notamment du caractère hétéroclite de la majorité sur laquelle il repose (du socialisme au conservatisme libéral), et, touché par des soupçons concernant la gestion de ses fonds politiques dans les années 1980, Morihiro Hosokawa, pourtant jusqu'ici considéré comme l'un des hommes politiques japonais les plus intègres et l'un des plus ardents à combattre la corruption, doit annoncer sa démission le 8 avril 1994. 
Marqués par le scandale touchant leur dirigeant mais aussi hostiles à l'influence politique en coulisse jugée démesurée du secrétaire général du Shinseitō Ichirō Ozawa (surnommé le « Shōgun de l'Ombre » et accusé par ses détracteurs de reproduire les pratiques politiques occultes développées par le PLD), certains élus de la jeune garde du NPJ, parmi lesquels Sakihito Ozawa, décident de faire dissidence du NPJ et de s'allier plus étroitement avec le NPS. Alors que le choix pour devenir le nouveau Premier ministre semble s'orienter vers Tsutomu Hata (qui est finalement investi le 28 avril 1994), président du Shinseitō et considéré par ses opposants (notamment le PSJ, le NPS et les jeunes élus du NPJ) comme la « marionnette d'Ozawa », Sakihito Ozawa quitte le Nouveau parti du Japon. Il forme le 20 avril, avec deux autres députés dissidents (le quadragénaire Fumihiko Igarashi et le quinquagénaire Akio Nakajima), le « Groupe "nuage bleu" » (グループ青雲, Guruppu Aokumo). D'autres (les trois trentenaires Seiji Maehara, Yukio Edano et Yūichi Takami et le quinquagénaire Satoshi Arai) font de même le 9 mai et fondent leur propre petit groupe parlementaire baptisé Vent démocrate (民主の風, Minsei-no-Kaze). Menacé par une motion de censure risquant d'être adoptée, Tsutomu Hata finit par démissionner et une Grande coalition est formée le 30 juin 1994 entre le PLD, le PSJ et le NPS, portant le dirigeant socialiste Tomiichi Murayama à la tête du gouvernement. Le lendemain, Sakihito Ozawa et le « Groupe "nuage bleu" » forment un groupe commun avec le Vent démocrate et le Nouveau Parti pionnier, avant de se fondre entièrement dans ce dernier le 5 juillet 1994. 
Dans son nouveau parti, Sakihito Ozawa devient vice-président du Comité des affaires de la Diète, secondant à ce poste Kisaburō Tokai. Il reste son second lorsque ce dernier passe, en janvier 1996, à la présidence du Comité de recherche politique, étant le vice-président de cette instance conjointement avec Fumihiko Igarashi. En plus de ces responsabilités dans la direction du NPS, il devient également directeur (soit l'équivalent d'un vice-président) de la Commission de la Réglementation et de l'Administration de la Chambre des représentants en janvier 1995. Le 11 septembre 1996, il suit, comme la moitié des parlementaires « pionniers » mais aussi socialistes, deux dirigeants du mouvement, Yukio Hatoyama et Naoto Kan, lorsque ceux-ci décident de passer dans l'opposition à la Grande coalition et de former le Parti démocrate du Japon (PDJ), sur le principe de la troisième voie entre capitalisme exacerbé et l'« État construction » (modèle japonais d'État providence marqué par les importants moyens investis dans les travaux publics).

### L'ascension au PDJ

#### Un homme d'appareil
Il se représente à la Chambre des représentants désormais sous l'étiquette démocrate lors des législatives du 20 octobre 1996. Il s'agit du premier scrutin à se faire selon le nouveau système mixte introduit par une réforme électorale en 1994, alliant vote uninominal majoritaire à un tour dans 300 circonscriptions et proportionnelle de liste pour 200 sièges répartis dans 11 blocs législatifs correspondant plus ou moins aux grandes régions géographiques du Japon. Sakihito Ozawa se porte pour sa part candidat à ce dernier mode de scrutin dans le Sud Kantō (soit les préfectures de Yamanashi, Kanagawa et Chiba), en deuxième position de la liste PDJ menée par l'ex-socialiste Jun Hayama. Elle obtient le troisième résultat, après le PLD et le Shinshintō (parti créé en 1994 par les membres de l'alliance de 1993 n'ayant pas rejoint la Grande coalition et constituant depuis la principale force d'opposition, présidé par Ichirō Ozawa), avec 1 331 850 voix, soit 21,21 % des suffrages exprimés, et 5 sièges sur 23 à pourvoir. Sakihito Ozawa est donc réélu, et devient immédiatement président délégué du Comité des Affaires de la Diète du PDJ, y secondant l'ex-PSJ Hirotaka Akamatsu. En janvier 1998, il passe président délégué du Comité de recherche politique, désormais aux côtés de Yukio Edano et participe ainsi à l'élargissement du parti par l'absorption de petits mouvements issus de l'éclatement à la fin de l'année 1997 du Shinshintō. 
Une fois l'agrandissement du PDJ réalisé, et celui-ci devenu le premier parti de l'opposition, le 27 avril 1998, Sakihito Ozawa accède au poste de secrétaire général adjoint, aux côtés du numéro deux du parti Tsutomu Hata, l'ancien Premier ministre auquel il s'était opposé en raison de sa trop forte proximité avec Ichirō Ozawa mais qui a depuis rompu avec ce dernier. Le 1er octobre 1999, lorsque le PDJ forme son premier contre-gouvernement, baptisé « Cabinet suivant » ou Next Cabinet (ネクスト・キャビネット, Nekusuto Kyabinetto), le nouveau président du parti, Yukio Hatoyama, y nomme Sakihito Ozawa « ministre suivant de l'Information et des Communications ». Il le reste jusqu'au 9 septembre 2000. Il est chargé alors de contrer les ministres des Postes et Télécommunications successifs des gouvernements de Keizō Obuchi puis Yoshirō Mori, à savoir Eita Yashiro jusqu'en juillet 2000 et Kōzō Hirabayashi à partir de là.     

#### L'acquisition d'une emprise locale
Élu à la proportionnelle en 1996, Sakihito Ozawa se représente aux élections législatives du 25 juin 2000 au scrutin uninominal majoritaire à un tour dans le 1er district de Yamanashi (à savoir le centre nord, urbain et périurbain, de la préfecture). Le précédent candidat du PDJ dans cette circonscription, l'ancien socialiste Azuma Koshiishi, avait été battu par le libéral-démocrate Ei'ichi Nakao et a depuis été élu, en 1998, à la Chambre des conseillers. Et le candidat du Shinshintō en 1996, Hitoshi Gotō, qui a rejoint le PDJ en 1998, se présente en 2000 dans le 3e district. Ozawa a obtenu l'investiture du Parti démocrate dans une primaire l'opposant à un jeune (38 ans) provenant du Shinshintō, Masaaki Akaike. Ce dernier décide toutefois de maintenir sa candidature, en tant qu'indépendant. Malgré cela, Sakihito Ozawa remporte la victoire avec 58 781 voix et 42,04 % des suffrages exprimés, soit 6 087 votes et 4,35 points d'avance sur Ei'ichi Nakao et près du quadruple du score de Masaaki Akaike. 
Jusqu'en 2009, Sakihito Ozawa va être le seul député démocrate à détenir une circonscription de la préfecture de Yamanashi, bastion du PLD. Il est réélu à chaque nouvelle élection législative par la suite, avec une majorité absolue en voix en 2003 (71 623 votes et 54,9 % des suffrages) et 2009 (91 422 voix et 60,24 %), et pratiquement en 2005 où il affronte à nouveau Masaaki Akaike qui a cette fois l'investiture du PLD (70 281 suffrages et 47,53 %).       
Il est président de la fédération démocrate de la préfecture de Yamanashi du 17 janvier 2004 au 24 janvier 2010.  

#### Un partisan de Hatoyama
Depuis son passage au Nouveau Parti pionnier, Sakihito Ozawa s'est rapproché de Yukio Hatoyama, et devient l'un de ses plus proches collaborateurs et partisans une fois que ce dernier a accédé à la présidence du PDJ en 1999. Il est ainsi chef du Bureau de la présidence du parti de septembre 2001 à octobre 2002. Lorsque Hatoyama décide de se représenter pour un nouveau mandat de deux ans à la tête de l'opposition en septembre 2002, face à trois adversaires dont son secrétaire général Naoto Kan, ses plus proches partisans, dont Ozawa, décident de former le 3 septembre 2009 un groupe de pression, ou faction, pour le soutenir. Il est baptisé « Conseil pour mettre en place un gouvernement Hatoyama » (鳩山政権を実現する会, Hatoyama seiken o jitsugensuru kai), puis renommé le 21 janvier 2003 en « Conseil des camarades pour mettre en place un gouvernement du PDJ » (民主党政権を実現する同志の会, Minshutō seiken o jitsugensuru dōshisha no kai), en mai 2003 en « Conseil pour mettre en place une alternance de gouvernement » (政権交代を実現する会, Seiken kōdai o jitsugensuru kai) et enfin en septembre 2009 en « Conseil pour mettre en place le programme de gouvernement » (政権公約を実現する会, Seiken kōyaku o jitsugensuru kai). Il est plus généralement appelé le « groupe Hatoyama » (鳩山グループ, Hatoyama gurūpo). Il en est le secrétaire général et est souvent présenté par les médias et analystes politiques comme l'un des « Trois lieutenants de Hatoyama » (鳩山側近3人衆, Hatoyama sokkin san jinshū) avec Hirofumi Hirano et Yorihisa Matsuno.
Sakihito Ozawa fait ainsi partie des principaux soutiens de Yukio Hatoyama à l'élection du président du PDJ du 23 septembre 2002. Il est ensuite une nouvelle fois nommé par ce dernier, le 3 octobre 2002, « ministre suivant », cette fois à l'Économie, au Commerce et à l'Industrie (contrant alors le titulaire du poste dans le premier gouvernement de Jun'ichirō Koizumi, à savoir Takeo Hiranuma jusqu'en septembre 2003 puis Shōichi Nakagawa). Il est reconduit au même poste après la démission forcée de Yukio Hatoyama le 3 décembre 2002, et l'élection pour le remplacer une semaine plus tard de Naoto Kan, et y reste jusqu'au 13 décembre 2003. Yukio Hatoyama retrouve un poste au sein de la direction du parti en tant que secrétaire général et numéro deux de Seiji Maehara le 18 septembre 2005 : un an plus tard, Sakihito Ozawa est choisi pour le seconder en tant que secrétaire général adjoint. 

#### Un spécialiste des questions environnementales
Il est élu président de la Commission de l'Environnement de la Chambre des représentants du Japon le 19 janvier 2004, et le reste jusqu'à la fin de cette législature le 8 août 2005. Il soutient à ce poste la « loi pour la promotion des activités respectueuses de l'environnement des entreprises ou assimilées par la promotion de l'accès aux informations environnementales » du 2 juin 2005, tout en lui reprochant de ne pas aller assez loin (notamment en ne faisant que « promouvoir » la diffusion des informations environnementales des entreprises et en ne la rendant pas obligatoire et systématique), et pousse le PDJ à voter en sa faveur. Il défend également le développement d'une écofiscalité ou encore la mise en place d'une bourse du carbone.
Plus tard, à partir de janvier 2008, il est au sein du PDJ secrétaire général du Quartier-général pour les contre-propositions sur les affaires touchant à la taxe temporaire sur l'essence et aux fonds réservés pour la route mais surtout directeur adjoint de celui de lutte contre le réchauffement planétaire. À ce dernier poste, il seconde Katsuya Okada (directeur de ce Quartier-général) dans l'élaboration du programme démocrate en matière d'environnement dont les principaux points sont présentés dans un projet de loi en juin 2008. Dans un contexte où le Premier ministre de l'époque, Yasuo Fukuda, vient juste d'émettre un objectif chiffré de réduction des émissions de gaz à effets de serre à l'horizon 2050 (entre 60 et 80 % par rapport à 1990), Okada propose en effet un texte préparé par le Quartier-général et prévoyant un palier intermédiaire (à l'instar de ce que d'autres pays ou organisations régionales ont fait, comme l'Union européenne) de 25 % de réduction d'ici 2020 par rapport au niveau de 1990 (soit un chiffre plutôt élevé, établi à 5 points de plus que celui annoncé par l'UE), objectif repris après son arrivée au pouvoir en septembre 2009 par Yukio Hatoyama. 
En dehors de son travail sur les questions environnementales, il devient également directeur en chef (l'équivalent de vice-président, et donc numéro deux) de la Commission des Affaires financières de la Chambre des représentants en mars 2006, et est secrétaire général du Quartier-général pour les contre-propositions sur l'emploi d'urgence en décembre 2008. Président de la Commission des Rassemblements nationaux et du Démarchage électoral à partir d'août 2007, il joue un rôle important dans la campagne des élections législatives du 30 août 2009 lors desquelles le PDJ obtient la victoire et une majorité absolue à la Chambre des représentants (avec 308 sièges sur 480). Membre de la Fédération des parlementaires du PDJ pour la promotion de l'amélioration du statut légal des Coréens et autres résidents permanents étrangers au Japon, créée en janvier 2008 et présidée par Katsuya Okada, il milite tout particulièrement pour l'obtention par ces derniers du droit de vote aux élections locales. Il l'affirme notamment en mars 2008 lors d'une réunion au siège de la section préfectorale de Yamanashi du Mindan (organisation des Coréens vivant au Japon proches politiquement de la Corée du Sud).   

### Ministre de l'Environnement
Le 16 septembre 2009, le nouveau Premier ministre, Yukio Hatoyama, le nomme ministre de l'Environnement dans le premier gouvernement formé par le PDJ. Il est reconduit à ce poste le 8 juin 2010 par le successeur de Hatoyama, Naoto Kan, et le reste jusqu'au remaniement du 17 septembre suivant. Sa principale mission est alors de faire respecter au Japon l'objectif ambitieux de 25 % de réduction des émissions de gaz à effets de serre d'ici 2020 par rapport au niveau de 1990 défini dans la proposition de loi de Katsuya Okada en 2008 et établi officiellement par Yukio Hatoyama quelques jours seulement après la victoire des démocrates. Pour y arriver, son passage au ministère a été marquée par deux mesures principales : la préparation du projet de loi sur le climat, et la campagne « Challenge 25 ». Il maintient également son soutien à Yukio Hatoyama face aux difficultés auxquelles ce dernier est confronté.    

#### Le projet de loi sur le climat
Le jour même de sa prise de fonction, il mentionne un plan visant à introduire une « taxe sur le réchauffement climatique » prélevée en fonction des émissions de CO2 (une taxe carbone) pouvant notamment remplacer la taxe provisoire sur l'essence que le PDJ a promis de supprimer dans son programme électoral. De plus, les différents plans de relance adoptés depuis l'arrivée au pouvoir du PDJ incluent des mesures environnementales. Ainsi, 800 milliards de yens (soit 6 milliards d'euros environ et 11,1 % du total du paquet qui s'établit à 7,2 billions de yens) sont prévus dans celui du 8 décembre 2009, adopté par la Diète le 28 janvier 2010. Plus de la moitié du second plan (présenté le 10 septembre 2010 et dont le montant total est de 920 milliards de yens ou 8,53 milliards d'euros) est consacré à des mesures à finalités environnementales, à savoir 450 milliards de yens (4,17 milliards d'euros) pour abaisser certains prêts hypothécaires et aider les ménages à acheter des appareils électroménagers à faible consommation d'énergie ou des matériaux de construction écologiques, et 120 autres milliards de yens (1,11 milliard d'euros) consacrés à l'aide aux entreprises travaillant sur des projets nationaux respectueux de l'environnement afin de conserver les emplois dans l'archipel, mais aussi aux petites et moyennes entreprises afin qu'elles puissent étendre leurs activités à l'étranger et aux exportations agricoles.   
Le 12 mars 2010, le Cabinet approuve son projet de loi sur le climat. Bien qu'ayant voulu à l'origine y introduire un système de « bourse du carbone » nationale fixant des plafonds en volume absolu d'émissions, l'opposition des milieux industriels le pousse à repousser sa mise en place puisque le texte se contente de donner un délai d'un an au gouvernement pour préparer la législation sur ce sujet. Le projet de loi prévoit également la possible création d'une taxe carbone dès l'année fiscale 2011, la construction de plus de réacteurs nucléaires, l'expansion du système des Feed-in tariffs à toutes les énergies renouvelables et l'objectif que ces dernières représentent 10 % de l'approvisionnement énergétique du pays d'ici 2020. 
Le texte est voté par la Chambre des représentants le 18 mai 2010 mais la volonté initiale de la majorité de faire adopter définitivement le texte avant la clôture de la session parlementaire en cours le 16 juin 2010 (et le renouvellement de la moitié de la Chambre des conseillers le 11 juillet 2010) ne peut être respectée. Quoi qu'il en soit, Sakihito Ozawa affirme que le projet sera voté au plus tôt après l'ouverture de la prochaine session parlementaire, prévue pour le 1er octobre suivant, et avant la tenue de la 16e Conférence des parties (COP-16) de la Convention-cadre des Nations unies sur les changements climatiques le 29 novembre 2010, déclarant notamment : « Nous voulons adopter le texte d'ici à la COP-16, afin de pouvoir montrer notre détermination [en matière de politique climatique] ». Mais, quittant le gouvernement le 17 septembre 2010, il laisse à son successeur, Ryū Matsumoto, la tâche de mener à bien ce projet. 

#### La campagne «Challenge 25»
Pour y arriver, il lance notamment avec Hatoyama le 14 février 2010 la campagne « Challenge 25 » qui comprend six « défis » à relever à l'échelle de chaque individu par le biais d'actions promotionnelles et éducatives (comme la diffusion de spots télévisés de sensibilisation). Il s'agit de « promouvoir partout des éco-modes de vie » (allant dans le sens de la réduction des consommations d'eau ou d'électricité par les ménages, par exemple), de « choisir des produits à économie d'énergie » (en renforçant l'information des ménages par le biais des « éco-points » déjà mis en place depuis mai 2009 ou du site établissant un diagnostic écologique des achats effectués Shinkyusan.com), de « choisir des énergies naturelles » (notamment par le développement de l'équipement des foyers en énergie solaire), de « construire des bâtiments et des logements respectueux de l'environnement » (en suggérant les ménages ainsi que les architectes, promoteurs et chefs de chantier à penser « vert » lors de réhabilitations ou transformations apportées à un bâtiment ou un logement), de « soutenir les initiatives environnementales » (en favorisant les produits les plus respectueux de l'environnement lors de l'achat, tels que consommer des produits locaux ou payer les billets « compensation carbone » émis par les compagnies aériennes pour pallier le coût de la réduction de leurs émissions de CO2) ou encore de « développer des initiatives au niveau régional, pas uniquement individuellement » (en encourageant les initiatives collectives telles que le covoiturage, le prêt de bicyclette, par exemple),.

#### Le maintien de son soutien à Hatoyama
Alors que les pressions à l'intérieur du PDJ se font de plus en plus forte pour pousser Yukio Hatoyama à la démission au début du mois de juin 2010 (après l'abandon de l'objectif initialement forcé par le gouvernement de faire déménager la base américaine de Futenma en dehors de l'île d'Okinawa, voire du Japon, et la baisse de la popularité du Cabinet), Sakihito Ozawa fait partie des plus fidèles partisans du Premier ministre. Il déclare ainsi : « Je continuerai à [le] soutenir, comme je l'ai toujours fait ». Il défend également sa décision concernant Futenma. 
Yukio Hatoyama ayant fini par démissionner le 2 juin 2010, Sakihito Ozawa continue à être l'un de ses relais au sein du PDJ. Ainsi, il fonde dès le 9 juin un groupe de réflexion, vite transformé en faction dont la première réunion a lieu le 2 août suivant, lié à la faction Hatoyama et chargé d'envisager un rapprochement avec les partisans d'Ichirō Ozawa en vue de l'élection à la présidence du parti du 14 septembre. Ce « groupe Sakihito Ozawa » (小沢鋭仁グループ, Ozawa Sakihito guruppu) est officiellement appelé « Comité de recherche pour une vision nationale du XXIe siècle » (21世紀国家ビジョン研究会, Ni-jū-issei kikokka bijon kenkyūkai) et comprend 12 parlementaires (11 députés et 1 conseiller, dont 3 également membres du groupe Hatoyama, 3 de celui d'Ichirō Ozawa, 4 de la faction des anciens démocrates socialistes traditionnellement proches d'Hatoyama, 1 des groupes Noda-Maehara pourtant souvent hostiles à Ichirō Ozawa et 1 du groupe des conservateurs modérés de Tsutomu Hata, nul autre que son fils le conseiller Yūichirō Hata). Et, lorsque l'élection à la présidence du PDJ de septembre 2010 arrive, comme l'ancien Premier ministre et de nombreux membres de sa faction, il finit par soutenir la candidature d'Ichirō Ozawa contre Naoto Kan.
Après la réélection de Naoto Kan à la tête du Parti démocrate et le remaniement de son gouvernement le 17 septembre, Sakihito Ozawa perd le ministère de l'Environnement au profit de l'ancien socialiste Ryū Matsumoto. Il reste toutefois actif dans ce domaine puisqu'il est élu le 1er octobre 2010, pour la deuxième fois de sa carrière parlementaire, à la présidence de la Commission de l'Environnement de la Chambre des représentants.

### De l'opposition à Kan puis Noda à la dissidence
Sakihito Ozawa devient en janvier 2011 le président de l'équipe de recherche du parti sur le projet de réforme du système fiscal ainsi que le président délégué du Comité consultatif du PDJ pour la réforme générale de la fiscalité et de la sécurité sociale, surtout chargée d'envisager une hausse de la taxe sur la consommation, créée par Naoto Kan et présidée par Yoshito Sengoku. Ce dernier conseil est habilité par le parti en juin 2010 pour négocier directement avec le gouvernement, le projet émis par ce dernier divisant fortement au sein du mouvement. Le Comité Sengoku propose pour sa part une échéance plus vague que celle du Cabinet pour arriver au doublement du taux de la taxe sur la consommation (« d'ici au milieu des années 2010 » au lieu de la date butoir précise de 2015) et propose de conditionner cette hausse à « une amélioration de la situation économique ». Sakihito Ozawa, partisan, comme Yukio Hatoyama ou Ichirō Ozawa, d'un respect à la lettre du manifeste de 2009, est en son sein l'un des principaux opposants à une augmentation immédiate (à savoir durant cette législative) de la taxe, et critique de plus d'autres décisions du gouvernement Kan, notamment l'abandon de certaines promesses de campagne de 2009 afin de faciliter la coopération avec l'opposition pour adopter des mesures de reconstruction après la catastrophe de mars 2011 (surtout du projet de doubler à 26 000 yens par mois l'allocation aux familles pour chaque enfant scolarisé jusqu'au collège, mesure mise en place à 13 000 yens en 2010). Il déclare à ce sujet en août 2011 : « C'est l'objectif clé du programme et l'abandonner affaiblira grandement l'image du parti ».
Après l'annonce le 26 août 2011 de la démission de Naoto Kan de la présidence du PDJ (et donc du poste de Premier ministre), il envisage un temps de se porter candidat, mais finalement Yukio Hatoyama (dont il reste un membre de sa faction) préfère présenter le ministre de l'Économie, du Commerce et de l'Industrie Banri Kaieda, un autre de ses lieutenants également soutenu par Ichirō Ozawa. Kaieda arrive en tête du premier tour le 29 août 2011 avec 143 voix sur les 398 parlementaires inscrits pour participer au scrutin, mais est battu au deuxième tour par le ministre sortant des Finances Yoshihiko Noda, partisan du maintien de la ligne de Naoto Kan, de l'isolement dans le parti d'Ichirō Ozawa et d'adopter des révisions pragmatiques du programme de 2009, par 177 votes contre 215. Par la suite, Sakihito Ozawa perd la présidence de la commission de l'Environnement à la Chambre des représentants le 1er octobre 2011. 
Il reste toutefois investi dans les équipes de réflexions politiques du parti, en devenant le nouveau président du Comité consultatif du PDJ sur le yen fort et la crise européenne. Il multiplie alors les critiques de la Banque du Japon, qu'il accuse de ne pas prendre les mesures nécessaires pour faire face à la déflation, et appelle à davantage d'assouplissement quantitatif. En mars 2012, après l'annonce d'un plan d'assouplissement de la part de la Banque, il déclare : « Les cours boursiers (tels que mesurés par l'indice Nikkei) ont augmenté au-dessus des 10 000, tandis que le yen a baissé d'environ 7 ¥ par rapport au dollar. C'est bien là la meilleure preuve que la politique monétaire peut faire bouger cette économie ». Mais il estime que la politique de la Banque du Japon n'est pas encore suffisante et demande des mesures drastiques : « Nous avons dit qu'elle devrait placer son objectif d'inflation à plus de 2 % [au lieu des 1 % alors fixés par la Banque centrale] et qu'il devrait y avoir une politique d'assouplissement monétaire supplémentaire de 30 billions à 50 billions de yens ». Enfin, il précise que, « s'il n'y a pas de changement à la situation présente, je m'opposerai certainement » à la reconduction au poste de gouverneur de la Banque du Japon de Masaaki Shirakawa (jusqu'ici ferme défenseur de l'indépendance de son institution, mais aussi de mesures d'intervention prudentes sur le marché de change), dont le mandat arrive à expiration en avril 2013. 
Le 26 juin 2012, lors du vote à la Chambre des représentants du projet de loi sur la réforme fiscale et de la sécurité sociale (donc du doublement d'ici 2015 de la taxe sur la consommation, tout en l'associant à un objectif vague de bonnes conditions économiques qui devront être évalués en 2013), Sakihito Ozawa ne vote pas contre le texte (ne suivant pas en se sens Yukio Hatoyama, Ichirō Ozawa et 55 autres députés démocrates), mais s'abstient. Le projet est adopté grâce au soutien du PLD et du Nouveau Kōmeitō contre la promesse de Yoshihiko Noda de dissoudre « prochainement » la chambre basse (une dissolution à laquelle Sakihito Ozawa s'oppose là encore). 
Finalement, lorsque Yoshihiko Noda annonce le 14 novembre 2012 qu'il va dissoudre la Chambre des représentants le lendemain, Sakihito Ozawa donne sa démission du PDJ et indique vouloir rejoindre l'Association pour la restauration du Japon (ARJ) récemment créée par le populaire maire d'Osaka Tōru Hashimoto.

### Député de l'ARJ
Il est donc candidat sous cette étiquette aux élections législatives du 16 décembre 2012, à la fois au vote majoritaire dans son 1er district de la préfecture de Yamanashi (où il est battu, arrivant deuxième avec 34 414 votes et 27,3 % des suffrages exprimés, assez loin derrière les 43,6 % de la candidate libérale-démocrate élue Noriko Miyagawa, mais devant les 20,7 % de son adversaire du PDJ Tsuyoshi Saitō) et à la proportionnelle dans le bloc du Sud-Kantō (ce qui lui permet d'être réélu en première position sur la liste de l'ARJ qui a obtenu 1 443 270 votes, 18,89 % des voix et 5 des 22 sièges à pourvoir, soit le deuxième meilleur score derrière les 26,43 % et 6 élus du PLD et devant les 17,31 %  et 4 députés du PDJ).